# Ꟃ
Cette page contient des caractères spéciaux ou non latins. S’ils s’affichent mal (▯, ?, etc.), consultez la page d’aide Unicode.
Ꟃ (minuscule ꟃ), appelé w anglicana, est une lettre additionnelle qui a été utilisée en moyen anglais et en cornique au Moyen Âge. C’est une variante de la lettre W. Elle a parfois la forme de la ligature composé de deux v de moyen gallois ‹ ỽ ›.

## Utilisation
Le w anglicana a été utilisé dans plusieurs manuscripts en moyen anglais et en cornique des XIIIe et XIVe siècles, comme Origo Mundi, utilisant le style d’écriture anglicana et dans lesquels elle est distincte du w, ce dernier ayant le style de l’écriture secrétaire.

## Représentations informatiques
Le w anglicana peut être représenté par les caractères Unicode suivants :
| formes    | représentations | chaînes de caractères | points de code | descriptions                        |
| --------- | --------------- | --------------------- | -------------- | ----------------------------------- |
| capitale  | Ꟃ               | Ꟃ                     | U+A7C2         | lettre majuscule latine w anglicana |
| minuscule | ꟃ               | ꟃ                     | U+A7C3         | lettre minuscule latine w anglicana |